# Deinopis biaculeata
Deinopis biaculeata är en spindelart som beskrevs av Simon 1906. Deinopis biaculeata ingår i släktet Deinopis och familjen Deinopidae. Inga underarter finns listade i Catalogue of Life.